# محوطه شاه نشین سیکان
محوطه شاه‌نشین سیکان مربوط به دوره اشکانیان - دوره ساسانیان - سده‌های اولیه دوران‌های تاریخی پس از اسلام است و در شهرستان دره‌شهر، بخش مرکزی، دهتسان زرین دشت، ۱ کیلومتری جنوب روستای اسلام‌آباد سیکان واقع شده و این اثر در تاریخ ۹ بهمن ۱۳۸۶ با شمارهٔ ثبت ۲۰۷۲۶ به‌عنوان یکی از آثار ملی ایران به ثبت رسیده است.